# Tomás Sessa
Tomás Sessa, Presidente del Club Gimnasia y Esgrima La Plata brevemente en el año 1980 sucedido por Norberto Coco Sánchez. Es además primo del padre del conocido arquero argentino Gastón Sessa.
Sessa es el 52.º presidente que tuvo Gimnasia y Esgrima La Plata.